# The Stroll
The Stroll é uma canção de pop que foi muito popular nos Estados Unidos nos anos 50. A canção chegou ao 4º lugar da Billboard 200, lançada originalmente pelo grupo canadense The Diamonds.